# Nauheim
Nauheim é um município da Alemanha, situado no distrito de Groß-Gerau, no estado de Hesse. Tem 13,77 km² de área, e sua população em 2019 foi estimada em 10.679 habitantes.